# Lens lamottei
Lens lamottei é uma espécie de planta com flor pertencente à família Fabaceae. 
A autoridade científica da espécie é Czefr., tendo sido publicada em Novosti Sist. Vyssh. Rast. 8: 189 (1971).

## Portugal
Trata-se de uma espécie presente no território português, nomeadamente em Portugal Continental.
Em termos de naturalidade é nativa da região atrás indicada.

## Protecção
Não se encontra protegida por legislação portuguesa ou da Comunidade Europeia.